# 阿契美尼德王朝治下的马其顿王国
阿契美尼德王朝治下的马其顿王国（Achaemenid Macedonia），指的是马其顿王国在波斯阿契美尼德王朝统治下的时期。在前512/511年，迈加比佐斯以武力迫使马其顿王阿敏塔斯一世成为阿契美尼德王朝的附庸。前492年，伊奥尼亚起义后，马铎尼斯紧控波斯人在巴尔干半岛的统治，使得马其顿成为一个在阿契美尼德王朝境内完全的从属国和其行政管理中的一部分，一直持续到波斯人在第二次希波战争中战败，并从他们的欧洲部分领土明确撤军。

## 前512/511年阿契美尼德王朝从属国
前513年左右，作为大流士一世军事作战计划的一部分，庞大的波斯军队入侵了巴尔干半岛并且试图击败游牧在多瑙河北部的西徐亚人。 数支色雷斯人，几乎所有和黑海接壤的欧洲地区（包括部分今天的保加利亚、罗马尼亚、乌克兰和俄罗斯），被阿契美尼德王朝征服——在他们回到小亚细亚之前。
被大流士寄予厚望的指挥官，迈加比佐斯，负责征服巴尔干地区。阿契美尼德军队征服了色雷斯、沿海的希腊城邦，以及比奥尼亚人。 约前512/511年，马其顿王阿敏塔斯一世接受了阿契美尼德王朝的统治，并从属於阿契美尼德王朝。
阿契美尼德王朝的军队是多民族军队，军中有很多战士是来自巴尔干。此外，许多马其顿人和波斯精英通婚。例如，迈加比佐斯自己的儿子布巴瑞斯（Bubares），就和阿敏塔斯的女儿古伽娅结婚，这是为了确保马其顿和阿契亚尼德统治者之间的良好关系。

## 前492-前479年: 波斯宗主国
随着伊奥尼亚起义失败，前492年，在巴尔干的波斯当局恢复了同马其顿王国的关系，这不仅是重新镇压了色雷斯，还包括了马其顿王国，以作为波斯帝国的一部分。
根据希罗多德的记载，马铎尼斯的主要任务是利用武力使雅典和埃雷特里亚以及尽可能多的希腊城邦屈服于阿契美尼德帝王朝的统治。 在到达欧洲之后，马铎尼斯和他的军队到达了波斯军队的屯驻地点德里斯克（Doriscus），从那里，军队分开了。波斯海军先是控制了萨索斯岛，而步兵继续向潘蓋翁山前进，在穿越了安吉特斯（Angites）之后，进入了彼奥尼亚人的土地并在那里再次建立了波斯的宗主地位。 在前往塞尔迈湾的路上，步兵和海军遇到了困难；前者遭遇了比爾吉（Byrgi）的夜袭，而一场强大的风暴摧毁了后者。 比爾吉最终被降伏，而剩下的波斯海军继续作战。军队到达了马其顿的东部边境，亚历山大一世被迫承认波斯的宗主权。 由于马铎尼斯作战的结果，马其顿被并入了波斯，成为帝国的一部分。 正如希罗多德在他的作品《历史》中所提到的:「同他们的军队一起，他们把马其顿人编入了波斯奴隶军；因为马其顿王国领土上的所有人民都已经屈服于波斯。」
波斯入侵间接地导致了马其顿之后的崛起，因为波斯和马其顿在巴尔干地区有一些共同的利益。由于波斯人的支持，马其顿人为了获取更多利益不惜牺牲巴尔干地区的部落利益，诸如派奧尼亞人（Paeonians）和色雷斯人。总而言之，马其顿人对于阿契美尼德王朝来说，是一个愿意且有帮助的盟友。马其顿战士在薛西斯的军队中同雅典和斯巴达作战。在波斯统治下的马其顿地区，波斯人的食物供应很充足。 由于当时的马其顿物资匮乏，在是否有足够的食物供给波斯军队这个问题上，仍有争议。
尽管波斯人在巴尔干的统治随着薛西斯入侵希腊战争的失败而告终，马其顿人（和色雷斯人）模仿了大量来自阿契美尼德-波斯习俗、文化以及经济，约在前5世纪至前4世纪中叶。 在辛多斯（Sindos）和弗吉納（Vergina）发掘的一些工艺品，被认为可能受到了波斯文化的影响，或者是在前6世纪晚期到前5世纪初从波斯进口的。